# Paramyopsyche wittei
Paramyopsyche wittei là một loài bướm đêm thuộc phân họ Arctiinae, họ Erebidae.